# Czujnik indukcyjny

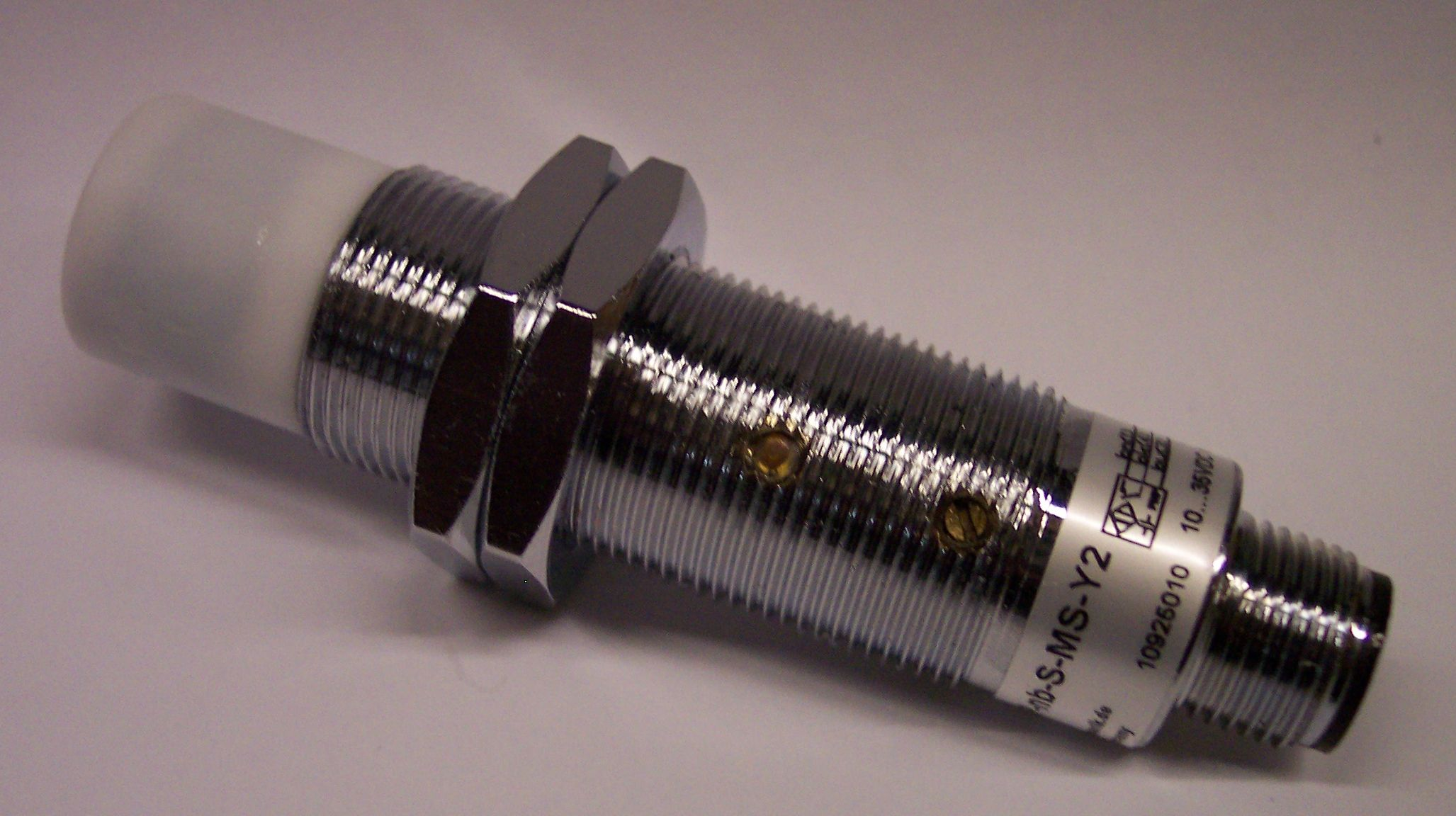
Typowy czujnik indukcyjny

budowa czujnika indukcyjnego:
1. pole czujnika; 2. oscylator; 3. demodulator; 4. przerzutnik; 5. człon sterujący

Czujnik indukcyjny – element automatyki przemysłowej, którego działanie oparte jest na zmianie parametrów obwodu magnetycznego czujnika w wyniku przemieszczania się elementów (najczęściej metali) w obszarze jego powierzchni aktywnej.

## Podział i działanie
Czujniki indukcyjne rozdziela się na grupy różniące się podejściem do wpływania na jego pole magnetyczne. Wyróżnia się między innymi czujniki indukcyjnościowe do których należą:
- czujniki dławikowe,
- czujniki solenoidalne,
- czujniki wiroprądowe,
- czujniki magnetosprężyste.

### Czujniki dławikowe

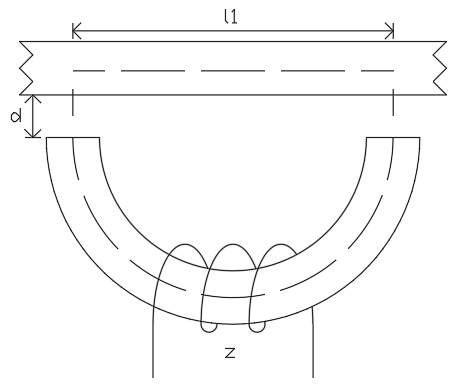
Schemat czujnika dławikowego

Czujniki dławikowe działają na zasadzie zmiany długości szczeliny powietrznej w obwodzie rdzenia ferromagnetycznego. W tym celu wykorzystywana jest zwora, której ruch wywołuje zmiany [reluktancja|reluktancji] obwodu magnetycznego. W rezultacie obserwowalne są zmiany indukcyjności układu.
Przy zwarciu obwodu magnetycznego reluktancję można opisać jako:
{\displaystyle R_{\mu }={\frac {l}{{\mu }\cdot S}}}
Zmianę tego parametru można przedstawić w postaci liniowej zmiany długości szczeliny:
{\displaystyle R_{\mu }=R_{{\mu }0}+kd}
Indukcyjność cewki można wtedy określić jako:
{\displaystyle L={\frac {{\mu }\cdot z^{2}\cdot S}{l}}={\frac {z^{2}}{R_{\mu }}}={\frac {z^{2}}{(R_{\mu }+kd)}}={\frac {L_{0}}{(1+{\alpha }d)}}}
gdzie:
{\displaystyle k} - współczynnik wynikający z konstrukcji rdzenia,
{\displaystyle L_{0}} - indukcyjność układu dla zwarcia.
Ze względu na duże wymiary i mały zakres liniowej charakterystyki, układy te są rzadko wykorzystywane w praktyce.

### Czujniki solenoidalne

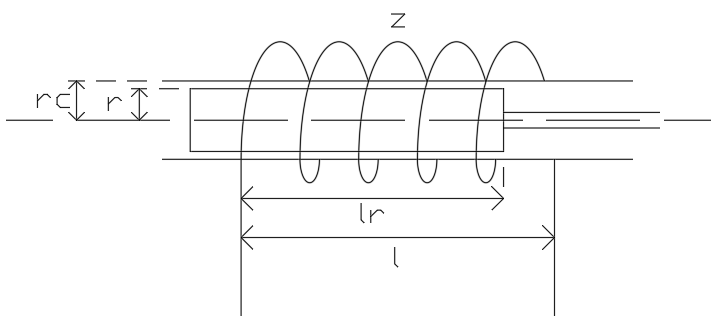
Schemat czujnika solenoidalnego

Czujniki solenoidalne wykorzystują zmianę indukcyjności cewki zależną od przesunięcia rdzenia ferromagnetycznego wewnątrz cewki. Całkowite wsunięcie rdzenia skutkuje znacznie większą indukcyjnością niż w przypadku gdy rdzeń jest wysunięty, a całość cewki wypełnia powietrze.
Indukcyjność pojedynczego przetwornika solenoidalnego opisuje się zależnością:
{\displaystyle L_{z}={\frac {z^{2}}{l^{2}}}[r_{c}^{2}l+({\mu }_{m}-1)r^{2}l_{r}]}

### Czujniki wiroprądowe
Czujniki wiroprądowe są układami stosunkowo podobnymi do czujników dławikowych. Istotną różnicą jest wykorzystanie zwory wykonanej z materiału przewodzącego, ale o słabych właściwościach magnetycznych (diamagnetykach). Wykorzystanie takiego materiału powoduje indukowanie się prądów wirowych w zworze, które z kolei indukują pole magnetyczne skierowane przeciwnie do pierwotnego pola. Takie działanie obniża indukcyjność cewki. Poza tą zasadniczą różnica w działaniu i wykonaniu, układy czujników wiroprądowych realizowane są identycznie do czujników dławikowych, ale także wykorzystują np. obudowę nasuwaną na cewkę. Urządzenia tego rodzaju osiągają zadowalający zakres pomiaru od dziesiątych części milimetra do kilkudziesięciu milimetrów przy rozdzielczości sięgającej 0,1 mikrometra.

### Czujniki magnetosprężyste
Czujniki magnetosprężyste wykorzystują efekt Villariego. Zjawisko to polega na zmianie właściwości magnetycznych ferromagnetyka pod wpływem zmiany naprężeń występujących w materiale tzn. odkształceń mechanicznych. Ta zależność wykorzystywana jest przez umieszczenie ferromagnetycznego rdzenia w cewce wytwarzającej pole magnetyczne. Siły zewnętrzne deformujące rdzeń np. rozciągające powodują zmianę przenikalności magnetycznej rdzenia, co doprowadza do zmiany indukcyjności cewki.

## Układy czujników indukcyjnych
W każdym wymienionym przypadku charakterystyka przetwarzania czujnika jest daleko odbiegająca od liniowej. W celu otrzymania charakterystyki liniowej w części zakresu przetwarzania, czujniki indukcyjne projektowane są w układach różnicowych. Następnie takie czujniki są instalowane w klasycznym układzie mostka.
W przypadku czujników dławikowych jak i wiroprądowych układ realizowany jest poprzez wykorzystanie pojedynczej zwory umieszczonej pomiędzy dwoma układami zasilanych cewek. Przesunięcie zwory w kierunku jednej z cewek powoduje oddalenie jej od drugiej.
Dla przesunięcia x można stwierdzić, że:
{\displaystyle L_{1}={\frac {L_{01}}{(1+\alpha (d-x))}}}
{\displaystyle L_{2}={\frac {L_{02}}{(1+\alpha (d+x))}}}
Zsumowanie takich charakterystyk pozwala na uzyskanie krótkiego odcinka charakterystyki zbliżonej do liniowej w okolicy zerowego przesunięcia zwory.
Z układów solenoidalnych wykorzystywany jest układ powszechnie znany pod nazwą LVDT (Linear Variable Differential Transformer). Wykorzystuje on przeciwlegle połączenie dwóch cewek pełniących rolę uzwojenia wtórnego. W tym przypadku wszystkie trzy cewki (jedna zasilana i dwie wtórne znajdujące się po obu stronach pierwotnej) są nawinięte na wspólny karkas i działają na zasadzie transformatora. Można wykazać, że napięcie indukowane jest liniowo zależne od przesunięcia rdzenia w dosyć szerokim zakresie i z dużą dokładnością.

## Warunki pracy czujników indukcyjnych
Najczęściej czujniki indukcyjne są zasilane napięciem przemiennym o częstotliwości kilkudziesięciu kiloherców do kilkuset kiloherców, a w niektórych przypadkach nawet kilku megaherców. Poza tym każdy rodzaj czujnika niesie ze sobą konkretne problemy np.: konieczność pracy poniżej temperatury Curie (ferromagnetyki) lub działanie dużych sił związanych z namagnesowaniem metali. Ponadto często uciążliwa jest krótki zakres liniowej charakterystyki. Część z wymienionych problemów udaje się zminimalizować przy wykorzystaniu czujników w układach różnicowych.

## Inne czujniki indukcyjne
W zależności od przeznaczenia powstało wiele układów odmiennych od dotychczas wymienionych. Wynalazki te różnią się nie tylko złożonością, ale przede wszystkim wykorzystaniem uzwojeń w celu pomiaru odpowiednich wielkości fizycznych. Do przykładów takich urządzeń należą np.:
- cewka Rogowskiego – układ transformatorowy wykorzystujący zjawisko indukcji w celu pomiaru prądu w przewodniku
- magnetometry,
- gradiometry,
- sensory magnetoimpedancyjne,
- sensory transduktorowe.